# Bidens kamtschatica
Bidens kamtschatica là một loài thực vật có hoa trong họ Cúc. Loài này được Vassilcz. mô tả khoa học đầu tiên năm 1959.